# 白安
白安（Ann，1991年9月27日—），臺灣女創作歌手，出生於臺北市，2012年推出首張個人創作專輯《麥田捕手》，因其少見的空氣搖滾曲風與特殊唱腔廣受好評，並登上各大音樂排行榜的第一名。

## 生平
白安生於臺灣臺北市，國小就讀木柵國小開始學樂器，擅長吉他與鍵盤，國小時期更是加入合唱團展現好歌喉，13歲時對音樂創作產生興趣，16歲開始在網路創作平台Streetvoice上發表多首音樂作品。2008年於「簡單生活節」未來舞台演出，被當時擔任評審的音樂人李宗盛發掘出道。2012年底推出首張個人專輯《麥田捕手》后，獲得了華語樂壇內的一致好評，甚至歌神張學友及譚詠麟均公開稱讚她的聲音特別，亦有好的創作才能。2013年入圍第24屆金曲獎最佳新人獎。2014年在QQ音樂巔峰盛典被選為“新華語四小天后”，與吉克雋逸、泳兒和茜拉齊名。同年9月5日，推出第二張個人專輯《接下來是什麼》。
2018年12月14日，白安推出睽違四年之久的第三張專輯《1990s》。2019年10月29日，白安推出全新迷你專輯《44天》，2022年8月31日推出第四張專輯《沒有人寫歌給你過吧》。2023年6月29日参与“湾区升明月”2023大湾区中秋电影音乐晚会。

## 音樂作品

### 正規專輯
| 發行日期       | 專輯名稱                         |
| 2012年12月21日 | 麥田捕手 The Catcher in the Rye  |
| 2014年9月5日   | 接下來是什麼 What's Next？       |
| 2018年12月14日 | 1990s                            |
| 2022年8月31日  | 沒有人寫歌給你過吧 All About You |
| 2025年9月      | 未定                             |

### 迷你專輯
| 發行日期       | 專輯名稱     |
| 2019年10月29日 | 44天 44 Days |

### 為他人創作的作品
| 發行日期  | 歌手   | 歌名           | 收錄專輯             | 創作部分                               |
| 2017年9月 | 不適用 | TERROIST PARTY | 《自畫像》電影原聲帶 | 電影配樂                               |
| 2017年9月 | 不適用 | THE LAST PARTY | 《自畫像》電影原聲帶 | 電影配樂                               |
| 2018年8月 | 魏如萱 | 曬傷           |                      | 詞 （白安 / 盧羿安Skippy）、曲（白安） |
| 2022年9月 | 梁文音 | 好好對待她     | 好好對待她           | 詞 （白安、黃婷）、曲（白安）          |
| 2024年2月 | 蘇慧倫 | 不管不管       | 輕重                 | 詞 （葛大為）、曲（白安）              |

### 合唱單曲
| 發行日期       | 歌曲名稱            | 主唱                                                       | 收錄專輯               | 備註                                     |
| 2010年9月3日   | Wonderful Day       | 宇宙人、白安                                               | 001.5 名偵探敗給心上人 |                                          |
| 2011年12月10日 | Somewhere           | 布朗 (MrBrown)、白安                                       | 用力                   |                                          |
| 2014年6月27日  | 由我們主宰 - 群星版 | 歐開合唱團、乱彈阿翔、五月天、白安、家家、嚴爵、MP魔幻力量 | 超級劇無霸             | 2014巴西世界盃足球賽可口可樂中文版主題曲 |
| 2016年1月22日  | 送你一首過年歌      | 白安、李宗盛、李劍青                                       | 送你一首過年歌         | 美商蘋果公司2016年大中華區賀歲廣告       |
| 2022年11月9日  | 我們都活在進化之中  | 白安、五月天阿信、告五人                                   | 我們都活在進化之中     | STAYREAL 15週年全新品牌主題曲            |

### StreetVoice 網路平台作品
| 發表日期       | 歌曲名稱                  | 歌曲風格 | 收錄專輯                  |
| 2008年8月4日   | Bird (demo)               | 民謠     | 麥田捕手                  |
| 2008年10月25日 | 麥田捕手 (demo)           | 流行     | 麥田捕手                  |
| 2008年12月29日 | 默劇 (demo)               | 流行     | 麥田捕手                  |
| 2009年2月9日   | I'll be alright (demo)    | 民謠     | StreetVoice 夏季選集      |
| 2009年5月31日  | 半調子人生 (demo)         | 民謠     | 接下來是什麼 What's next? |
| 2010年5月8日   | 無力 (demo)               | 搖滾     |                           |
| 2010年8月2日   | 斑馬線 (demo)             | 藍調     |                           |
| 2012年12月18日 | 是什麼讓我遇見這樣的你    | 流行     | 麥田捕手                  |
| 2019年6月19日  | 就讓我像個孩子一樣(demo)  | 創作歌手 | 44天                      |
| 2022年7月29日  | 空窗期(demo)              |          |                           |
| 2022年7月30日  | Undo(還原)                |          |                           |
| 待查           | 超脫                      |          |                           |
| 待查           | 就當作明天還很遙遠 (demo) |          | 接下來是什麼 What's next? |

### 單曲
| 發表日期       | 歌曲名稱           | 收錄專輯                          | 備註                                                     |
| 2014年10月31日 | 我的地方           | ［逆轉勝］五月天／怪獸 原聲原創紀 |                                                          |
| 2019年5月17日  | 就讓我像個孩子一樣 | 44天                              | 參加陸綜我是唱作人期間創作的歌曲                         |
| 2019年5月24日  | 紅色的狂想         | 44天                              | 參加陸綜我是唱作人期間創作的歌曲                         |
| 2019年5月31日  | 吾愛無愛           | 44天                              | 參加陸綜我是唱作人期間創作的歌曲                         |
| 2019年6月7日   | 所愛之初           | 44天                              | 參加陸綜我是唱作人期間創作的歌曲                         |
| 2019年6月14日  | 不安於世           | 44天                              | 參加陸綜我是唱作人期間創作的歌曲                         |
| 2019年6月21日  | 最想見到你         | 44天                              | 參加陸綜我是唱作人期間創作的歌曲                         |
| 2020年7月6日   | 回家的路           |                                   | 【前空軍桃園基地設施群展示計畫】主題曲                   |
| 2021年1月19日  | 白色               | 沒有人寫歌給你過吧                | 《緊急公關》戲劇插曲、《比悲傷更悲傷的故事》影集版插曲   |
| 2022年8月3日   | 沒有人寫歌給你過吧 | 沒有人寫歌給你過吧                | 《沒有人寫歌給你過吧》首波專輯同名主打，數位單曲搶先上架 |
| 2023年3月27日  | 魚沒有腳           |                                   | Netflix《模仿犯 Copycat Killer》插曲                     |
| 2023年9月29日  | 這裡什麼都沒有     |                                   | 《女鬼橋2：怨鬼樓》片尾曲                                |
| 2024年         | 亂七八糟的夢想     |                                   | 《幸福房屋事件簿》片尾曲                                 |
| 2025年1月20日  | 我把你留在去年     |                                   | 《嗨！營業中》第五季片尾曲                               |

## 綜藝節目
| 年份   | 播放頻道                  | 節目名稱            | 備註                                                | 來源   |
| 2019年 | 愛奇藝                    | 《我是唱作人》      | 個人首個中國大陆固定綜藝節目出演 代表水果：🍎紅蘋果 | [ 12 ] |
| 2025年 | 台視、八大綜合台、Netflix | 《嗨！營業中第5季》 | 主持人                                              | [ 13 ] |

## 比賽歷程

### 我是唱作人
| 播出日期      | 歌曲名稱               | 結果                | 備註       |
| 2019年5月17日 | 《就讓我像個孩子一樣》 | 29票 和胡海泉PK; 敗 | 下季排位賽 |

## 榮譽與獎項

### 得獎
| 年份 | 獎項名稱             | 單曲 / 專輯            | 主辦單位 / 典禮名稱  |
| 2013 | 2012年度十大優良單曲 | 是什麼讓我遇見這樣的你 | 中華音樂人交流協會   |
| 2013 | 最佳新人獎           | 麥田捕手               | 第十八屆新加坡金曲獎 |

### 入圍
| 年份 | 獎項名稱               | 單曲 / 專輯 | 主辦單位 / 典禮名稱        |
| 2013 | 第24屆金曲獎最佳新人獎 | 麥田捕手    | 文化部影視及流行音樂產業局 |

## 演唱會

### 個人演唱會
| 舉行日期       | 演唱會名稱                                        | 地點                                             | 備註                   |
| 2013年5月31日  | 白安「是什麼讓我遇見這樣的你」香港演唱會          | 香港九龍灣國際展貿中心 6F 展貿廳3 Rotunda Hall 3 | 首場個人香港售票演唱會 |
| 2013年8月3日   | 白安「是什麼讓我遇見這樣的你」演唱會              | 臺北松山文創園區一號倉庫                         | 首場個人臺灣售票演唱會 |
| 2014年7月19日  | 白安「What's next」新歌演唱會                     | 臺北松山文創園區一號倉庫                         |                        |
| 2015年7月3日   | 超犀利趴6－犀利趴外趴 白安「不安於世」演唱會      | 臺北華山文創園區離線咖啡                         |                        |
| 2018年12月16日 | 「讓我逃離平庸的生活」音樂彈唱會                  | STARBUCKS草山門市                                |                        |
| 2019年6月22日  | 白安［我們的時代］巡迴演唱會 臺北場               | 臺北松山文創園區五號倉庫                         |                        |
| 2019年6月23日  | 白安［我們的時代］巡迴演唱會 臺北場               | 臺北松山文創園區五號倉庫                         |                        |
| 2019年9月28日  | 白安［我們的時代］巡迴演唱會 高雄場               | 高雄SPERO高雄海流館                              |                        |
| 2019年12月6日  | 白安《“1990s”我們的時代2.0》冬季巡迴演唱會 上海場 | 上海瓦肆现场VAS LIVE                             | 白安冬季大陆巡回演唱會 |
| 2019年12月7日  | 白安《“1990s”我們的時代2.0》冬季巡迴演唱會 济南場 | 济南CaperLand Livehouse                          | 白安冬季大陆巡回演唱會 |
| 2019年12月8日  | 白安《“1990s”我們的時代2.0》冬季巡迴演唱會 南京場 | 南京稻香音乐空间                                 | 白安冬季大陆巡回演唱會 |
| 2019年12月20日 | 白安《“1990s”我們的時代2.0》冬季巡迴演唱會 宁波場 | 宁波CMK Livehouse                                | 白安冬季大陆巡回演唱會 |
| 2019年12月21日 | 白安《“1990s”我們的時代2.0》冬季巡迴演唱會 厦门場 | 厦门Real Live                                    | 白安冬季大陆巡回演唱會 |
| 2019年12月22日 | 白安《“1990s”我們的時代2.0》冬季巡迴演唱會 西安場 | 西安MAO Livehouse                                | 白安冬季大陆巡回演唱會 |
| 2020年2月9日   | 好in::樂 - 白安「我們的時代」                     | 新加坡濱海藝術中心另藝聚場                       | 2020新加坡華藝節       |
| 2022年10月4日  | 白安《沒有人寫歌給你過吧》新歌巡迴演唱會 杭州場   | 杭州大麥66 LiveHouse                             |                        |
| 2022年10月7日  | 白安《沒有人寫歌給你過吧》新歌巡迴演唱會 南京場   | 南京稻香大麥 LiveHouse                           |                        |
| 2022年10月16日 | 白安《沒有人寫歌給你過吧》新歌巡迴演唱會 上海場   | 上海摩登天空 MODERN SKY LAB                      |                        |
| 2022年11月13日 | 白安《沒有人寫歌給你過吧》新歌巡迴演唱會 台北場   | 新北市新莊區宏匯廣場 Zepp New Taipei             |                        |
| 2023年2月25日  | 白安《沒有人寫歌給你過吧》新歌巡迴演唱會 高雄場   | 高雄市後台 Backstage Live                        |                        |
| 2023年3月18日  | 白安《沒有人寫歌給你過吧》新歌巡迴演唱會 台中場   | 台中市Legacy Taichung                            |                        |
| 2023年4月29日  | 白安《沒有人寫歌給你過吧》新歌巡迴演唱會 上海場   | 上海MODERN SKY LAB摩登天空                       |                        |
| 2023年5月1日   | 白安《沒有人寫歌給你過吧》新歌巡迴演唱會 深圳場   | 深圳HOU LIVE X MIXC                              |                        |
| 2023年5月2日   | 白安《沒有人寫歌給你過吧》新歌巡迴演唱會 廣州場   | 廣州太空間 LIVE HOUSE                            |                        |
| 2023年7月28日  | 白安《沒有人寫歌給你過吧》巡迴演唱會 武漢場       | 武漢不晚InTime403店                              |                        |
| 2023年7月29日  | 白安《沒有人寫歌給你過吧》巡迴演唱會 長沙場       | 長沙紅節奏Livehouse                              |                        |
| 2023年8月20日  | 白安《沒有人寫歌給你過吧》巡迴演唱會 西安場       | 西安西演SPACE·塞斯拾陆                           |                        |
| 2023年8月27日  | 白安《沒有人寫歌給你過吧》巡迴演唱會 重庆場       | 重庆蜚声LIVEHOUSE                                |                        |
| 2023年9月1日   | 白安《沒有人寫歌給你過吧》巡迴演唱會 成都場       | 成都正火艺术中心6号馆                            |                        |
| 2023年9月3日   | 白安《沒有人寫歌給你過吧》巡迴演唱會 北京場       | 北京MAO LIVEHOUSE北京                            |                        |

### 其他現場演出
| 舉行日期       | 演唱會名稱                                               | 地點                                                 | 演唱歌曲 | 備註 |
| 2013年2月3日   | 我相信演唱會                                             | 台北小巨蛋                                           | | 與相信音樂旗下藝人嚴爵、宇宙人、M幻力量、家家共同演出                                                                                             |
| 2013年8月24日  | 超犀利趴4－犀利女子大趴演唱會                            | 臺北小巨蛋                                           | | 與范曉萱+100%、家家+Eight Floor、徐佳瑩+兔耳朵樂團、劉娜娜+Black Band、魏如萱+Lovely Baby、Jolin+Mayday、Olivia+Wonderland樂團、Tizzy Bac共同演出 |
| 2014年5月25日  | 2014 相信音樂節「我相信演唱會」香港站                    | 香港體育館                                           | | 與嚴爵、MP魔幻力量 |
| 2014年8月23日  | 2014 超犀利趴5－犀利好大趴」演唱會                       | 臺北小巨蛋                                           | | 與Mary See the Future 、盧廣仲、 hush！、黃貫中、徐佳瑩、五月天、以莉高露、保卜、家家、吳汶芳、李劍青、楊乃文共同演出                             |
| 2014年10月11日 | 2014臺北春浪                                             | 大佳河濱公園                                         | | |
| 2014年12月21日 | 新北市歡樂耶誕城                                         | 新北市市民廣場                                       | | |
| 2015年1月1日   | Brave New Kaohsiung!「NEW!再創新高迎新」演唱會           | 臺灣高雄市前鎮區二聖路與凱旋路口（原高雄氣爆重災區） | | 與宇宙人、嚴爵、麋先生、五月天、家家、乱彈阿翔、黃小琥、丁噹、MP魔幻力量共同演出                                                                  |
| 2015年1月29日  | 莉莉•艾倫－Sheezus世界巡迴演唱會「亞洲巡迴－臺北演唱會」 | 臺北國際會議中心                                     | | 開場嘉賓 |
| 2016年12月17日 | 2016華陽崗之夜                                           | 彰化高中中正堂                                       | | 歌手嘉賓 |
| 2017年7月23日  | 道明第一界期末演唱晚會                                   | 私立天主教道明高級中學道茂堂                         | 演唱「是什麼讓我遇見這樣的你」 | |
| 2018年12月15日 | 新北市歡樂耶誕城                                         | 新北市市民廣場                                       | 演唱:接下來是什麼、讓我逃離平庸的生活、是什麼讓我遇見這樣的你 | |
| 2018年12月22日 | 2018雄中雄女耶誕晚會                                     | 高雄女中                                             | 演唱:讓我逃離平庸的生活、離開後、是什麼讓我遇見這樣的你 | |
| 2018年12月31日 | 2019台中跨年晚會                                         | 麗寶樂園                                             | | |
| 2019年2月15日  | 明達中學新春聯歡                                         | 明達中學                                             | 演唱：讓我逃離平庸的生活、離開後、是什麼讓我遇見這樣的你 | |
| 2019年3月17日  | 粉紅野餐日                                               | 統一時代百貨 高雄店                                  | | 與朱俐靜 |
| 2019年4月4日   | 《非樂不可 非你不可》NONSTOP 春日音樂祭                  | 新光三越信義香堤大道廣場                             | | 與丁噹新專輯記者會、蕭秉治、鼓鼓呂思緯 |
| 2019年4月5日   | 《非樂不可 非你不可》NONSTOP 春日音樂祭                  | 新光三越信義香堤大道廣場                             | | 與丁噹新專輯簽唱會、蕭秉治、黃亦儒 |
| 2019年5月28日  | 流行音樂全金榜盛會                                       | 新加坡首都劇院                                       | | 與蔡健雅、王心凌、莫文蔚、畢書盡、蕭秉治 、文慧如                                                                                                 |
| 2019年6月27日  | 金曲 GMA 2019金曲售票演唱會                              | 台北三創生活園區                                     | 演唱：我們的時代、讓我逃離平庸的生活、尋找精靈、不聽、frida、是什麼讓我遇見這樣的你、一日一生 | 與蘇珮卿 Paige Su / 雨のパレード / Royal Prospect / 呂薔Amuyi共同演出                                                                             |
| 2019年7月6日   | 2019花蓮夏戀嘉年華-巨星演唱會                            | 花蓮東大門廣場(原六期重劃區)                         | 演唱：一日一生、是什麼讓我遇見這樣的你、讓我逃離平庸的生活 | |
| 2019年7月20日  | 2019 Real ME来电之夜                                     | 南京奥林匹克体育中心-体育馆                          | 演唱：讓我逃離平庸的生活、吾爱无爱 | 年度最佳人气唱作人提名 |
| 2019年8月4日   | 超犀利趴 【全聯福利中心 X SUMMER STAGE】                 | 南港展覽館                                           | | 與麋先生、KEYTALK、魏嘉瑩＆Arrow Band、渣泥、Rubber Band、李友廷                                                                                  |
| 2019年9月1日   | 青春正好音樂祭                                           | 中壢藝術館門前廣場                                   | | 與陽明音創YMMC、夢成樂團、火星樂團、Hush |
| 2019年9月3日   | 白安｜ 咪咕音樂現場                                      | 廣州市中央車站展演中心                               | | |
| 2019年9月20日  | 秋天不吶喊音樂節                                         | 墾丁大灣遊憩區                                       | | 與楊丞琳、吳汶芳、黃少谷+本獸樂團、紛亂交錯樂團                                                                                                   |
| 2019年9月25日  | 2019雲棲音樂節                                           | 杭州雲棲小鎮                                         | | 與老狼、梁棟江、方拾貳 |
| 2019年9月29日  | 2019搖擺季草地音樂會                                     | 臺南市立棒球場                                       | | |
| 2019年10月26日 | 2019 Camp de Amigo 戶外風格音樂祭                        | 麗寶樂園旁落羽松草原腹地                             | | |
| 2019年11月2日  | 2019上海麥田音樂節                                       | 上海國際音樂村                                       | | |
| 2019年11月23日 | 2019出口音樂節                                           | 台北捷運中山站爵士廣場                               | | 與許書豪、吳蓓雅 |
| 2019年12月31日 | 臺北最High新年城2020跨年晚會                             | 臺北市政府前市民廣場                                 | | |
| 2020年8月16日  | 2020臺南夏日音樂節                                       | 臺南市將軍漁港                                       | | |
| -              | 白安X蕭秉治夏日限定香港演唱會                            | 旺角麥花臣場館                                       | | 與蕭秉治 原訂2019/08/24，已延期 |
| 2020年11月19日 | TOYOTA TV MUSIC NIGHT                                    | 國立台北科技大學                                     | 1.蕭秉治-組曲(LongLiuLan+大藝術家+忍者) 2.白安-讓我逃離平庸的生活 3.蕭秉治-偷偷的 4.白安-最想見到你 5.白安-若你真的有想過 6.蕭秉治-放了自己 7.白安-是甚麼讓我遇見這樣的你 8.白安+蕭秉治-思念是一種病 | 與蕭秉治一同主持及演出 |
| 2021年4月10日  | 2021屏東三大日音樂節                                     | 屏東縣立體育館前廣場                                 | | |
| 2022年11月18日 | 42週年校慶演唱會                                         | 國立虎尾科技大學                                     | | |
| 2022年11月30日 | 追夢-校慶音樂節                                          | 國立屏東大學                                         | | |
| 2022年12月31日 | 2023 SHOW TAOYUAN桃園跨年晚會                            | 高鐵桃園站前廣場                                     | | |
| 2023年10月15日 | 2023全國運動會在台南-市民之夜演唱會                      | 臺南體育之心廣場                                     | | |
| 2023年12月31日 | 邁向2024。羅東跨年晚會                                   | 羅東中山公園                                         | | |
| 2023年12月31日 | 新星閃耀竹夢未來 2024大新竹跨年公益演唱會                | 新竹市大湳雅公園                                     | | |
| 2024年7月8日   | 2024花蓮夏戀嘉年華                                       | 花蓮東大門廣場                                       | | |
| 2024年12月14日 | 2024新北歡樂耶誕城-魔幻巨星耶誕演唱會                    | 新北市民廣場                                         | | |
| 2024年12月31日 | 燈燈燈燈。2025桃園跨年晚會                               | 高鐵桃園站前廣場                                     | | |

## 專輯分享會

### 1990s專輯分享會
| 舉行日期      | 時間         | 地點                                  |
| 2019年1月18日 | 19:30        | 誠品書店敦南店 B2 音樂館              |
| 2019年1月26日 | 15:00、18:30 | 誠品高雄大遠百店 書區中庭、台南林百貨 |
| 2019年1月27日 | 14:30        | 誠品台中中友店                        |

### 44天音樂分享會
| 舉行日期       | 時間        | 地點                |
| 2019年11月8日  | 21:30~22:30 | 台北 女巫店         |
| 2019年11月16日 | 14：00      | 台中 審計新村       |
| 2019年11月17日 | 16：00      | 台南 藍晒圖文創園區 |
| 2019年11月24日 | 15：00      | 台北 四四南村       |

《沒有人寫歌給你過吧》專輯搶聽會
| 舉行日期     | 時間        | 場次   | 地點             |
| 2022年8月6日 | 13:30-15:30 | 台北場 | 鬧空間 NOW SPACE |
| 2022年8月6日 | 18:30-20:30 | 台南場 | StableNice       |
| 2022年8月7日 | 16:00-18:00 | 台中場 | 益品書屋         |

## 簽唱見面會

### 一日一生 春季巡迴見面會
| 舉行日期      | 時間         | 地點                                 |
| 2019年2月28日 | 14:00        | 松山文創園區 巴洛克花園              |
| 2019年3月1日  | 14:00、18:00 | 新竹大遠百、 高雄夢時代              |
| 2019年3月2日  | 14:00、18:00 | 中壢sogo百貨、 台中大魯閣新時代      |
| 2019年3月3日  | 14:30        | 台南南紡購物中心 1樓戶外中華東路廣場 |

## 著作

### 出版書籍
| 年份   | 書名       | 出版社     | ISBN               |
| ------ | ---------- | ---------- | ------------------ |
| 2023年 | 《安好誌》 | 圓神出版社 | ISBN 9789861338637 |

## 外部連結
- 白安的Facebook專頁
- 白安的Instagram帳戶
- 白安的新浪微博
- 白安StreetVoice頻道 （页面存档备份，存于）